# North Yorkshire
North Yorkshire ([ˌnɔːθˈjɔːkʃə]) ist eine zeremonielle Grafschaft in England. Zu ihr zählen die Unitary Authority North Yorkshire, die Städte York und Middlesbrough, Redcar and Cleveland und der südlich des Flusses Tees gelegene Teil von Stockton-on-Tees.

## Geschichte
Die Grafschaft entstand 1974 und erstreckt sich auf den größeren Teil von North Riding of Yorkshire, die nördliche Hälfte des West Riding of Yorkshire und die nördlichen und östlichen Ränder des East Riding of Yorkshire. Die Stadt York wurde 1996 eine von North Yorkshire unabhängige Unitary Authority; seitdem gehören auch Middlesbrough, Redcar and Cleveland und Stockton-on-Tees südlich des Flusses Tees für zeremonielle Zwecke zu North Yorkshire. Zuvor waren sie von 1974 bis 1996 Teile der Grafschaft Cleveland, davor gehörten sie zum North Riding. Durch die Verwaltungsreform am 1. April 2023 wurden die sieben Distrikte Craven, Hambleton, Harrogate, Richmondshire, Ryedale, Scarborough und Selby sowie die Verwaltungsgrafschaft North Yorkshire abgeschafft. Die Kompetenzen der Districts und der Verwaltungsgrafschaft wurden in der Unitary Authority North Yorkshire vereinigt.

## Städte und Orte
- Appletreewick, Arncliffe, Askrigg, Askwith, Austwick, Aysgarth
- Bainbridge, Beadlam, Beal, Bedale, Bentham, Bolton Abbey, Boroughbridge, Borrowby, Boulby, Braidley, Burnsall, Burton-in-Lonsdale, Buttercrambe
- Caldbergh, Carlton, Castleton, Catterick, Catterick Bridge, Cawood, Chapel-le-Dale, Chop Gate, Church Houses, Clapham, Cloughton, Cockayne, Cold Kirby, Commondale, Conistone, Cotterdale, Coverham, Coxwold, Crayke, Cropton
- Dalton, Dalton-on-Tees, Denton, Downholme
- Easingwold, East Witton, Egton, Egton Bridge, Embsay, Eshton
- Farlington, Fewston, Filey, Flaxton, Fountains
- Gargrave, Gayle, Giggleswick, Gilling, Glaisdale, Goathland, Grassington, Great Adstone, Great Ayton, Grewelthorpe, Grinton, Grosmont, Guisborough, Gunnerside
- Hardraw, Harome, Harrogate, Hawes, Hawkswick, Hawnby, Hebden, Helmsley, Helperby, Helwith, Hempsthwaite, Hillam, Horsehouse, Horton in Ribblesdale, Hovingham, Hubberholme, Hutton-le-Hole
- Ingleby Arncliffe, Ingleby Barwick, Ingleton, Ivelet
- Jervaulx
- Keld, Kettlewell, Kildwick, Kilnsey, Kirkby Malham, Kirkby Malzeard, Kirkbymoorside, Kirkham, Kirklington, Knaresborough
- Langthwaite, Lastingham, Laverton, Lealholm, Leavening, Levisham, Leyburn, Linton, Little Stainforth, Litton, Long Marston, Lund
- Malham, Malham Moor, Malton, Markington, Marrick, Marske-by-the-Sea, Masham, Melmerby, Middleham, Middlesbrough, Middlesmoor, Middleton, Muker
- Newsham, Northallerton, Nunnington
- Osmotherley, Oughtershaw
- Pateley Bridge, Pickering
- Rainton, Ramsgill, Ravenscar, Ravensworth, Redcar, Redmire, Reeth, Richmond, Rievaulx, Ripley, Ripon, Robin Hood’s Bay, Rosedale Abbey, Runswick Bay
- Saltburn-by-the-Sea, Salton, Scarborough, Scawton, Scorton, Seave Green, Selby, Settle, Sicklinghall, Skelton, Skipton, Slingsby, South Milford, Sowerby, Stainforth, Staithes, Starbotton, Stokesley, Summerbridge, Swineside
- Tadcaster, Terrington, Thirsk, Thoralby, Thornaby-on-Tees, Thornton Dale, Thwaite, Topcliffe, Tosside
- Warthill, Wass, Wath, Wensley, West Burton, West Scrafton, West Whitton, Westow, Wharram Percy, Whaw, Whitby, Whitwell-on-the-Hill, Wigglesworth, Wistow, Wombleton, Woodale, Woodhall, Wrelton
- Yarm, Yockenthwaite, York